# Марія Людовіка Моденська
Марія Людовіка Моденська (нім. Maria Ludovika von Modena), також відома як Марія Людовіка Австрійська-Есте, нім. Maria Ludovika von Österreich-Este, повне ім'я Марія Людовіка Беатрікс Антонія Йозефа Йоганна, нім. Maria Ludovika Beatrix Antonia Josephe Johanna; 14 грудня 1787 — 7 квітня 1816) — ерцгерцогиня Австрійська та принцеса Моденська з династії Габсбургів, третя дружина імператора Австрії Франца I.
Господиня Віденського конгресу у 1814—1815 роках.

## Біографія
Марія Людовіка народилася 14 грудня 1787 року у Монці. Вона була наймолодшою, десятою, дитиною та четвертою донькою в родині герцога Мілану Фердинанда Габсбурга та моденської принцеси Марії Беатріче д'Есте. Дівчинка мала старших сестер Марію Терезу та Марію Леопольдіну й братів Франческо, Фердинанда, Максиміліана Йозефа та Карла Амброзіуса. 
Родина мешкала у Мілані та на Королівській віллі у Монці. На італійський манер дівчинку кликали Марія Луїджія. Освіта юної принцеси спиралася на суворі правила її бабусі, імператриці Марії Терезії. Дівчинка мала власну няньку та вихователя. Матір та вчитель розмовляли з нею лише італійською, тому в майбутньому із чоловіком Марія Людовіка спілкувалася ламаною німецькою мовою.

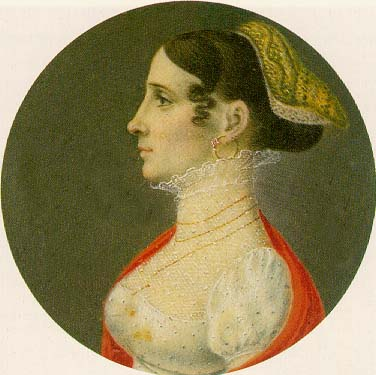
Марія Людовіка Моденська

У 1790 році її мати стала суверенною правителькою герцогства Масси та Каррари. За шість років сімейство було змушене втікати від армії Наполеона. З Мілану вони дісталися Трієсту, а згодом — Вінер-Нойштадту, життя в якому виглядало досить спартанським у порівнянні з розкошами Мілану. Старші сестри Марії Людовіки до цього часу вже були одружені.
У 1803 році сім'я оселилася у палаці Дітріхштайнів-Ульфельдів на Мінорітенплац, 3 у Відні. На Різдво 1806 року батька не стало.
У віці 20 років Марія Людовіка стала третьою дружиною 40-річного імператора Австрії Франца I, з яким вона познайомилася в домі матері. Весілля відбулося 6 січня 1808 року у Відні. Наречена вирізнялася слабким здоров'ям та не мала посагу. Спільних дітей у подружжя не було. Марія Людовіка виховувала восьмерих пасинків.
Нова імператриця займала відверто антинаполеонівську позицію. Підтримувала ідею війни проти Франції. Мала значний вплив на чоловіка та була дуже популярною серед підданих, які охрестили її «Друга Марія-Терезія».

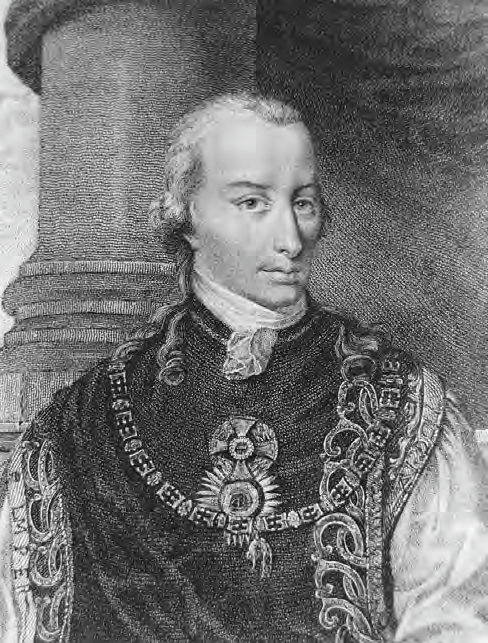
Імператор Франц на гравюрі 1817 року

4 травня 1809 року імператорська родина була змушена залишити столицю через наступ наполеонівських військ в ході війни п'ятої коаліції. Кілька місяців вони провели в Угорщині. Після укладення миру із Францією Марія Людовіка всіляко протидіяла шлюбу Наполеона із падчіркою Марією Луїзою. Хоча вона не змогла цьому запобігти, надалі використовувала свій вплив на чоловіка аби знизити активність співпраці між Австрією та Францією.
У 1810 році, намагаючись відновити ослаблене здоров'я, у супроводженні падчірки Марії Леопольдіни відвідала води Карлсбаду. Там вони познайомилися із Йоганном Вольфгангом фон Гете, який перед цим видав першу частину свого «Фауста». Поет дав високу оцінку молодій імператриці.
За два роки, у травні 1812, Марія Людовіка була присутньою із чоловіком на зборах німецьких князів у Дрездені, влаштованих Наполеоном. Там Бонапарт висунув ідею військового походу проти Росії. Після перенесених переживань імператриця у липні попрямувала відновлювати сили до Тепліце.

Була господинею Віденського конгресу у 1814—1815 роках. Загалом конференція носила характер великого свята, яке давалось на честь загального умиротворення. Наприкінці заходу Марія Людовіка заявила:
«Конгрес коштував мені 10 років життя»
Померла від туберкульозу у віці 28 років у палаці Каносса у Вероні під час подорожі до батьківщини. Похована в імператорському склепі Капуцинеркірхе у Відні.
Франц за сім місяців узяв наступний шлюб із баварською принцесою Кароліною Августою.

## Нагороди
- Орден Рабинь Доброчесності (Австрійська імперія);
- Орден Зіркового хреста (Австрійська імперія);
- Орден Любові до Ближнього (Австрійська імперія);
- Орден Єлизавети та Терези (Австрійська імперія).

## Титули
- 14 грудня 1787 —11 серпня 1804 — Її Королівська Високість Ерцгерцогиня Марія Людовіка Австрійська-Есте, Принцеса Модени;
- 11 серпня 1804 —6 січня 1808 — Її Імператорська та Королівська Високість Ерцгерцогиня Марія Людовіка Австрійська-Есте, Імперська Принцеса Австрії, Королівська Принцеса Угорщини та Богемії, Принцеса Модени;
- 6 січня 1808 —7 квітня 1816 — Її Імператорська та Королівська Апостолічна Величність Імператриця Австрії, Королева Угорщини, Хорватії та Богемії.

## Вшанування пам'яті
- Створена у 1808 році військова академія в Будапешті Magyar Királyi Honvéd Ludovika Akadémia була названа на честь Марії Людовіки.
- У 1901 році імператриці було відкрито пам'ятник у Будапешті.